# Adrien Joveneau
Pour les articles homonymes, voir Joveneau.
Adrien Joveneau, né à Tournai le 6 janvier 1960, est un animateur et producteur belge de la RTBF.

## Jeunesse
Aîné des vingt-neuf petits enfants de son homonyme, dernier directeur et propriétaire d’une importante chocolaterie de Tournai, Adrien Joveneau nait dans cette ville le 6 janvier 1960. Fils d’un officier de l’armée de l’air, les déménagements sont nombreux en fonction des affectations du papa, mais après quelques années, la famille finit par s’installer à Düren en Allemagne.
Dès l’âge de onze ans, c’est l’internat à l’athénée royal Prince Baudouin de Marchin et son projet pédagogique bien particulier qui donnera à Adrien Joveneau un côté boy scout à l’ancienne qu’il revendique lui-même encore aujourd’hui.
À dix-sept ans, retour à Tournai, au début chez sa grand-mère, pour des études à l’Institut des hautes études des communications sociales (IHECS) dont il sort diplômé d’une licence et un DAP. Son mémoire a pour thème « les radios libres » qui, à l’époque, sont encore interdites.

## Homme de radio
Le marché de l’emploi est difficile en ce début des années 1980. Après quelques emplois de courtes durées, Adrien devient G.O. dans un club de vacances sur l’île d’Evia (Eubée) en Grèce. C’est là qu’il fait ses premières armes comme animateur. De retour en Belgique, il est à nouveau attiré par la radio, libre d’abord, mais autorisée cette fois, à Ath puis à La RTBF où il travaille à partir de 1983 comme remplaçant pour les différentes émissions régionales du petit matin. 
Il est engagé en 1985 à la RTBF Namur toujours pour l'émission du matin, mais comme titulaire. Il n'a alors de cesse de proposer des nouvelles émissions. Dans Top 50 & bonbons menthe, le vendredi à 16 heures, il présente l’actualité musicale de façon originale en compagnie de Marie-Pierre Mouligneau qu’il côtoie depuis les bancs de l’IHECS. 
Mais ce que recherche Adrien, c’est surtout de rendre la radio plus vivante. Dès 1988 il anticipe le village mondial en créant un concept d’émission radio basé sur la communication à distance avec les Belges du bout du monde, tous les dimanches matin sur le premier programme. Le samedi, sur le deuxième programme (aujourd’hui vivacité), c’est la radio en extérieur et en direct qu’il met à l’honneur avec son complice Philippe Lambillon avec lequel il est en reportage un peu partout en Belgique et en France tout au long des années 1990. L’émission, appelée au début les grands défis, devient un peu plus sage et change de nom : c’est Grandeur Nature. Il encourage les jeunes journalistes à pratiquer le reportage vivant en créant la Belgodyssée qui récompense des étudiants en journalisme francophones et néerlandophones. Le concours est soutenu par le palais royal.
Adrien recherche aussi le contact avec le public. Dès 1990, il profite des vacances d’été pour inviter les auditeurs à participer activement à l’émission et invente le principe du jeu de piste géant à vélo dans l’émission les rayons de l’été. C’est donc tout naturellement que les responsables du projet RAVeL de la région wallonne s’adressent à lui pour faire la promotion du nouveau réseau en développement. En 2000, c’est la première saison du beau vélo de Ravel. Chaque samedi matin, une balade de 20 à 30 km pour découvrir à vélo un coin de la Wallonie avec pelotons de quelques dizaines, quelques centaines puis rapidement quelques milliers d’auditeurs. Parmi ceux-ci, deux participants à un concours, dont le vainqueur gagne le droit de participer à un Ravel du bout du Monde. Adrien réalisant ainsi la synthèse de ses deux émissions phares.
Depuis les années 2010, les émissions radio d’Adrien Joveneau ont un prolongement en télévision.

## Engagements personnel
Adrien met, depuis le début de sa carrière, très régulièrement à l’honneur les valeurs de l’écologie et du développement durable dans ses émissions. Son implication dans l’opération cap 48 de la RTBF montre l’importance qu’il accorde au fait que chacun doit pouvoir trouver, au-delà du handicap, sa place et son épanouissement personnel dans la société.

## Récompense
- Gaillarde d’Argent 2009 lors des Fêtes de Wallonie à Namur

- Prix du Meilleur Animateur des Radios Publiques Francophones en 1999 pour son émission Grandeur Nature.

- Médaille d’Or du Tourisme du Gouvernement Français pour sa série Francodyssée.